# Щуцин
Щу́цін (пол. Szczucin) — місто в південній Польщі.
Належить до Домбровського повіту Малопольського воєводства.

## Демографія
Демографічна структура станом на 31 березня 2011 року:
|          | Загалом | Допрацездатний вік | Працездатний вік | Постпрацездатний вік |
| -------- | ------- | ------------------ | ---------------- | -------------------- |
| Чоловіки | 2025    | 418                | 1424             | 183                  |
| Жінки    | 2164    | 401                | 1355             | 408                  |
| Разом    | 4189    | 819                | 2779             | 591                  |